# Chiến tranh Việt Nam (miền Nam, 1954–1959)
Tình hình Miền Nam Việt Nam giai đoạn 1954-1959 là một giai đoạn của Chiến tranh Việt Nam ở miền Nam Việt Nam. Trong lịch sử quân sự Việt Nam hiện đại, giai đoạn này còn được gọi là "Chiến tranh một phía". Đây cũng là một phần của chiến lược "Trả đũa ồ ạt" do Tổng thống Hoa Kỳ Dwight D. Eisenhower và ngoại trưởng Mỹ John Foster Dulles chủ trương.

## Việt Nam Cộng hòa

### Thành lập
Theo hiệp định Genève, Quốc gia Việt Nam theo quân Pháp tập kết về miền Nam Việt Nam, quân Pháp sẽ rút dần sau hai năm và Việt Nam sẽ tiến hành tổng tuyển cử thống nhất đất nước.
Tuy nhiên, báo cáo của CIA cho Tổng thống Mỹ Eisenhower thấy rằng khoảng 80% dân số Việt Nam sẽ bầu cho Hồ Chí Minh nếu cuộc tổng tuyển cử được thi hành, nên Hoa Kỳ đã hậu thuẫn Quốc gia Việt Nam để cuộc tuyển cử không thể diễn ra. Năm 1954, đội bán quân sự của Mỹ do Edward Lansdale, người của CIA và đã làm cố vấn cho Pháp tại Việt Nam từ 1953, giúp huấn luyện các lực lượng vũ trang của Quốc gia Việt Nam (sau là Việt Nam Cộng hòa); xây dựng các cơ sở hạ tầng phục vụ quân sự tại Philippin; bí mật đưa một lượng lớn vũ khí và thiết bị quân sự vào Việt Nam; giúp đỡ phát triển các kế hoạch "bình định Việt Minh và các vùng chống đối" Ngày 13-12-1954, Mỹ và Pháp ký kết văn kiện cho phép các cố vấn quân sự Mỹ thay thế dần cho sĩ quan Pháp tham gia huấn luyện quân đội Quốc gia Việt Nam ở miền Nam. Tháng 1-1955, Mỹ chính thức viện trợ quân sự trực tiếp cho quân đội Quốc gia Việt Nam.
Tính ra, từ năm 1954 đến năm 1960, Mỹ đã viện trợ cho Việt Nam Cộng Hòa 7 tỷ đôla, trong đó viện trợ quân sự là 1,5 tỷ đôla. Trong những năm 1954-1956, Mỹ đã bỏ ra 414 triệu đôla giúp trang bị cho các lực lượng thường trực Việt Nam Cộng Hòa, gồm 170.000 quân nhân và lực lượng cảnh sát 75.000 người; 80% ngân sách quân sự của Quốc gia Việt Nam là do Mỹ viện trợ. Từ năm 1955 đến 1960, có tất cả 800 chuyến tàu chờ vũ khí và phương tiện quân sự của Mỹ vào miền Nam Việt Nam. Số viện trợ này giúp Quốc gia Việt Nam đủ sức duy trì bộ máy hành chính và quân đội khi không còn viện trợ của Pháp. Quân đội Quốc gia Việt Nam dần thay thế chiến thuật và vũ khí của Pháp bằng của Mỹ.
Với sự trợ giúp tích cực của Hoa Kỳ, thủ tướng vừa được bổ nhiệm Ngô Đình Diệm đã nhanh chóng ổn định được tình hình. Sau cuộc trưng cầu ý dân ngày 23 tháng 10 năm 1955 Ngô Đình Diệm trở thành Tổng thống và miền Nam (lúc đó có tên là Quốc gia Việt Nam) trở thành Việt Nam Cộng hòa với nền Đệ Nhất Cộng hòa Việt Nam. Quốc trưởng Bảo Đại, vì không phải là đối thủ của Ngô Đình Diệm, đã bị phế truất và phải đi lưu vong.

### Kinh tế, văn hoá, xã hội
Giai đoạn 1954-1959 là thời đỉnh cao của chế độ Việt Nam Cộng hoà. Với mục đích xây dựng một quốc gia phi cộng sản và đối trọng với Việt Nam Dân chủ Cộng hoà, chính phủ Hoa Kỳ đã viện trợ những khoản tiền và hàng hóa lớn cho Việt Nam Cộng hoà. Tình hình chính trị tương đối ổn định, người cộng sản chưa phát động chiến tranh du kích, an ninh nông thôn chưa xấu đi như các giai đoạn sau này tạo điều kiện cho miền Nam Việt Nam phát triển trên mọi lĩnh vực.
Trong thời kỳ này, Chính phủ của Tổng thống Ngô Đình Diệm đã đạt được một số thành quả quan trọng: kinh tế phục hồi và phát triển nhanh, hệ thống đường sá, cơ sở hạ tầng và các khu công nghiệp được xây dựng, y tế và giáo dục phát triển, các cơ sở văn hóa được thành lập, nạn mù chữ tiếp tục bị xoá bỏ. Chính phủ giúp hơn 800.000 dân miền Bắc di cư ổn định đời sống, đời sống của dân chúng được cải thiện...
Tuy vậy, đường lối Cải cách điền địa mà Ngô Đình Diệm đề ra bị nông dân miền Nam phản đối dữ dội. Trong khi Việt Minh đã giảm thuế, xóa nợ và tịch thu ruộng đất của địa chủ chia cho nông dân nghèo, Ngô Đình Diệm đã đưa giai cấp địa chủ trở lại. Đến cuối thời Ngô Đình Diệm, 10% chủ đất đã nắm giữ 55% đất canh tác cả miền Nam. Nông dân phải trả lại đất cho địa chủ rồi phải trả tiền thuê đất và phải nộp cho quân đội. Điều này tạo ra một cơn giận dữ ở nông thôn, quân đội của Ngô Đình Diệm bị mắng chửi là "tàn nhẫn hệt như bọn Pháp". Đất của các Giáo xứ Công giáo thì còn được Ngô Đình Diệm thiên vị, cho miễn thuế và hạn mức. Kết quả là tại nông thôn, 75% người dân ủng hộ phe Việt Minh, 20% trung lập trong khi chỉ có 5% ủng hộ chế độ Ngô Đình Diệm.
Văn hóa phương Tây, đặc biệt là văn hóa Mỹ được giới thiệu rộng rãi và xâm nhập mạnh vào miền Nam. Tuy nhiên, tầng lớp trí thức, công chức miền Nam vẫn chịu ảnh hưởng của văn hoá Pháp nhiều hơn vì nhiều người trong số họ từng được Pháp đào tạo. Hơn nữa, Pháp có các mối liên hệ văn hoá với Việt Nam lâu năm và sâu sắc hơn Mỹ. Mặt khác, lối sống hưởng thụ kiểu Mỹ vẫn theo chân phim ảnh, vật phẩm và các cố vấn Mỹ xâm nhập vào miền Nam, dẫn tới sự nảy nở của các tệ nạn xã hội như ma túy, mại dâm... dù bị Chính quyền Ngô Đình Diệm tìm cách hạn chế tối đa bằng luật pháp.

### Chính trị
Tổng thống Ngô Đình Diệm, với sự trợ giúp của người em là Cố vấn Ngô Đình Nhu, đã nhanh chóng thanh lọc bộ máy cầm quyền, đưa những người trung thành với họ vào các vị trí quan trọng trước kia vẫn dành cho người Pháp. Việc loại bỏ ảnh hưởng của Pháp làm cho Ngô Đình Diệm có tiếng là "người theo chủ nghĩa dân tộc".
Là tổng thống đầu tiên, Ngô Đình Diệm đã để lại nhiều dấu ấn cho chính trị của miền Nam, kể cả sau khi chết. Trong một nhà nước tập quyền như Việt Nam Cộng hoà lúc bấy giờ thì chính trị của quốc gia phụ thuộc rất nhiều vào các đặc tính cá nhân của Tổng thống. Ngô Đình Diệm, ngay trong thời kỳ sơ khởi này của chế độ, đã bộc lộ những điểm yếu mà sau đó đã bị đối thủ khai thác tối đa để dùng trong các chiến dịch phản tuyên truyền làm bất ổn chính thể của ông và, cuối cùng, đưa đến sự thất bại của chính thể đó.
Tất cả các nhà lãnh đạo của Việt Nam Cộng hoà, từ Ngô Đình Diệm cho đến Nguyễn Văn Thiệu và Dương Văn Minh sau này, không ai có được uy tín cao trong dân chúng như là những người hy sinh đấu tranh cho độc lập cho dân tộc như Hồ Chí Minh. Trước năm 1945, họ là quan chức của Triều đình Huế hoặc chính quyền bảo hộ Pháp, sau này trở thành quan chức của Quốc gia Việt Nam. Họ xuất thân là các công chức, trí thức chịu nhiều ảnh hưởng Tây phương, xa rời với tâm lý của nông dân. Họ rất yếu trong công tác dân vận, thậm chí khi xuống địa phương gặp quần chúng họ lại nói tiếng Pháp. Ngô Đình Diệm còn thụ hưởng nghi lễ rửa chân làm Hoàng đế của người Thượng. Trong khi đó cách dân vận của những người Cộng sản thì lại hợp lý hơn: cán bộ của họ "ba cùng" (cùng ăn, cùng ở, cùng làm) với nông dân, cán bộ người Kinh của họ "cà răng căng tai" cùng người Thượng.
Lực lượng chính trị của Việt Nam Cộng hoà mạnh ở các thành phố lớn và tại các vùng nông thôn mà người cộng sản không có nhiều ảnh hưởng như các vùng có đông tín đồ Cao Đài, Hoà Hảo, Thiên chúa giáo...
Chính phủ Việt Nam Cộng hoà vướng vào một nghịch lý. Muốn xây dựng miền Nam thành một nền dân chủ theo mô hình phương Tây trước hết phải ổn định chính trị, thiết lập lại trật tự xã hội, phát triển kinh tế với sự hỗ trợ của Mỹ. Nhưng càng cố gắng thiết lập trật tự, dẹp bỏ các lực lượng chống đối thì họ càng bị coi là tay sai, độc tài, gia đình trị. Những người cộng sản và những thành phần chính trị hợp pháp đối lập với chính phủ Việt Nam Cộng hoà lúc đó càng có lý do để chỉ trích chính phủ và gia tăng các hoạt động chống đối của họ. Để đối phó, chính phủ Việt Nam Cộng hoà càng cứng rắn hơn nữa. Cứ như thế tình hình chính trị miền Nam ngày càng bất ổn, chính phủ Ngô Đình Diệm càng bị lên án độc tài, gia đình trị.

### Quân đội
Việt Nam Cộng hoà cũng thành công trong việc thống nhất lại các lực lượng Quân đội Quốc gia vốn là nhiều mảnh vụn, nhiều phe cánh khác nhau khi còn là quân đội của Quốc gia Việt Nam trong thành phần quân đội Liên hiệp Pháp. Việc thống nhất này diễn ra bằng bạo lực quân sự, ít sử dụng các yếu tố chính trị, và do tổng thống Ngô Đình Diệm đích thân chỉ đạo. Nổi bật nhất là việc Chính phủ Ngô Đình Diệm đã nhanh chóng bình định các lực lượng vũ trang cát cứ của nhóm Bình Xuyên, của các giáo phái như Hòa Hảo, Cao Đài... và những người cộng sản còn lại đang ẩn mình trong các giáo phái. Phần lớn các lực lượng quân sự giáo phái, hoặc phải giải tán, hoặc chấp nhận hợp nhất với lực lượng quân đội chính phủ. Ngô Đình Diệm trọng dụng rất nhiều quan chức người miền bắc (bắc 54 - tức những người di dời vào nam trong giai đoạn 1954-1956) vào cả bộ máy chính trị và quân đội.
Quân lực Việt Nam Cộng hòa được thành lập và cấp tốc trang bị và huấn luyện với sự giúp đỡ của các cố vấn Hoa Kỳ. Quân đội này, vào thời điểm đó có trang bị vũ khí được xem là đứng đầu khu vực Đông Nam Á và vượt trội hơn Quân đội Nhân dân Việt Nam - đối thủ đang tiềm tàng ở miền Bắc của họ.

### Thi hành chính sách chống Cộng
Sau khi thực hiện Hiệp định Genève, lực lượng Việt Minh tại miền Nam (chỉ chung cho tất cả những người kháng chiến cũ) còn khoảng 100.000 người. Lúc này những người cộng sản chủ trương đấu tranh chính trị đòi thực hiện Tổng tuyển cử, chống các chương trình xã hội của chính quyền Ngô Đình Diệm như "Cải cách điền địa", "Cải tiến nông thôn" và bảo vệ cán bộ cách mạng nhưng vẫn sẵn sàng hoạt động vũ trang bất cứ lúc nào với số vũ khí được chôn giấu từ trước. Chính phủ Việt Nam Cộng hoà lo ngại và đề phòng trước hoạt động của những người cộng sản tại miền Nam. Chính vì thế Chính phủ Việt Nam Cộng hoà tiến hành các chiến dịch tố cộng, diệt cộng, liên gia phòng vệ, dồn dân lập ấp chiến lược... một cách tàn bạo với mục tiêu kêu gọi và ép buộc những người cộng sản ly khai chủ nghĩa cộng sản đồng thời tiêu diệt những người trung thành với lý tưởng của họ. Những biện pháp cứng rắn nhất được áp dụng, ví dụ ngày 16-8-1954, quân Việt Nam Cộng hoà đã nổ súng trấn áp đoàn biểu tình ở thị xã Gò Công, bắn chết 8 người và 162 người bị thương.
Từ tháng 5-1955 đến tháng 5-1956, Ngô Đình Diệm phát động "chiến dịch tố cộng" giai đoạn 1 trên quy mô toàn miền Nam; tháng 6-1955, mở chiến dịch Thoại Ngọc Hầu càn quét những khu từng là căn cứ kháng chiến chống Pháp của Việt Minh. Tháng 8-1956, Đảng Cần lao Nhân vị của Ngô Đình Diệm tiến hành thực hiện "Tố cộng - diệt cộng" giai đoạn hai với khẩu hiệu: "Tiêu diệt nội tuyến, diệt trừ nội tâm, đạp lên oán thù để thực hiện dân chủ nhân vị quốc gia".
Hành động của chính phủ Việt Nam Cộng hoà đã không tính đến các đặc điểm tâm lý và quyền lợi của dân chúng cũng như hoàn cảnh lịch sử: Việt Minh vừa thắng trong chiến tranh Chiến tranh Đông Dương. Bằng cách này chính phủ Việt Nam Cộng hoà đã làm biến dạng mô hình xã hội truyền thống và đẩy những người kháng chiến chống Pháp trước đây ra rừng lập chiến khu. Đồng thời đây là cơ hội rất tốt cho những người Cộng sản tuyên truyền coi chính quyền Việt Nam Cộng hoà là "tay sai đế quốc".
Sau 3-4 năm đỉnh cao, bắt đầu từ năm 1958, chính phủ Việt Nam Cộng hoà bắt đầu phải đối phó với những khó khăn chính trị, quân sự ngày càng khó giải quyết, nhất là khi những người cộng sản gia tăng các hoạt động phản công của họ.
Ngày 23-3-1959 Ngô Đình Diệm tuyên bố đặt miền Nam "trong tình trạng chiến tranh". Tháng 4-1959, chính quyền Ngô Đình Diệm thông qua đạo luật 91, được ban hành ngày 6-5-1959 mang tên "Luật 10-59" về việc thành lập các toà án quân sự đặc biệt để xử những người cộng sản. Theo luật 10-59, bị can có thể được đưa thẳng ra xét xử không cần mở cuộc điều tra, án phạt chỉ có hai mức: tử hình hoặc lao động khổ sai, xét xử kéo dài 3 ngày là tối đa, không có ân xá hoặc kháng án. Dụng cụ tử hình ở một số ít địa phương có cả máy chém. Từ 25-4 đến ngày 10-5, Việt Nam Cộng hoà phát động chiến dịch "Đồng tâm diệt Cộng", tổ chức càn lớn khắp miền Nam. 

Một điều phi lý, là số lượng thành viên Việt Minh còn lại ở miền nam chỉ có khoảng 10 vạn, nhưng số người bị bắt giữ và xét xử lại gấp nhiều lần, chứng tỏ sự lộng hành, oan sai trong đạo luật.
Theo Tổng bí thư Nguyễn Phú Trọng thì "Trong những năm 1954 - 1959, ở miền Nam đã có 466.000 đảng viên và những người yêu nước bị bắt giam, 400.000 người bị đưa đi đày và 68.000 người bị giết."

### Vấn đề sắc tộc
Một bộ phận dân tộc miền núi cũng không ủng hộ Chính phủ Việt Nam Cộng hòa. Theo nhận định của đảng cộng sản: "Ảnh hưởng của chúng ngay cả trong từng lớp trên người Thượng còn kém hơn Pháp trước đây nhiều"

### Vấn đề tôn giáo
Các tôn giáo Hòa Hảo, Cao Đài không phải chỗ dựa chính chính quyền Việt Nam Cộng hòa, khá đông lựa chọn thái độ trung lập. Theo nhận định của Đảng cộng sản về Công giáo: "Trước hoà bình tổng số đồng bào Công giáo chỉ khoảng 324.630, nay cộng thêm vào số đồng bào miền Bắc di cư vào có khoảng 711.714 (theo tài liệu của báo chí miền Nam). Mấy năm qua Mỹ - Diệm cố gắng phát triển Công giáo để làm hậu thuẫn cho chúng. Chúng đạt được một số kết quả ở vài nơi ở Liên khu V; trong những vùng bị khủng bố nặng nề, có nhiều người vào Công giáo để tránh khủng bố; ở Nam Bộ cũng làm như thế, nhưng Công giáo không phát triển nổi. Số Công giáo người miền Nam, nhất là ở Nam Bộ, trước đây đoàn kết tốt với đồng bào lương và tham gia kháng chiến, đến nay nói chung quan hệ tốt đó vẫn được duy trì. Những cha cố Công giáo di cư vào không lôi kéo được họ. Công giáo di cư khi mới vào nói chung đều ủng hộ Diệm, tích cực chống ta".. Các tín đồ tôn giáo (Cao Đài, Hoà Hảo, Phật giáo, v.v.), đại đa số là nông dân, đều có mâu thuẫn với chính quyền Mỹ - Diệm về quyền lợi dân tộc, quyền lợi tôn giáo và quyền lợi giai cấp. Ngay cả trong Công giáo, cũng có bộ phận theo Diệm và có bộ phận chống Diệm.
Tổng thống Ngô Đình Diệm có lực lượng chính trị hậu thuẫn mạnh ở thành thị là lực lượng Công giáo, chủ yếu là các giáo dân di cư từ miền Bắc. Tuy nhiên Công giáo là tôn giáo mới du nhập vào Việt Nam từ thế kỷ XVI, số tín đồ Công giáo ít hơn nhiều so với các tôn giáo khác đã tồn tại ở Việt Nam từ lâu đời. Tổng thống Ngô Đình Diệm là người Công giáo, lại bố trí nhiều nhân vật Công giáo vào chính phủ nên ông bị kết tội thiên vị tôn giáo của mình. Khi xảy ra cuộc khủng hoảng Phật giáo năm 1963, sau khi các cuộc đàm phán đều không mang lại hiệu quả , Tổng thống Ngô Đình Diệm đã chọn giải pháp vũ lực để giải quyết khủng hoảng nên tự làm mất sự ủng hộ cả trong và ngoài nước, và gây ra những xáo trộn rất lớn cho chính trường và xã hội. Cũng chính điều này làm khởi phát cuộc đảo chính của Quân lực Việt Nam Cộng hoà chống lại Tổng thống Ngô Đình Diệm vào tháng 11 năm 1963.
Hoa Kỳ lúc đó là đồng minh quan trọng nhất của Việt Nam Cộng hoà. Thiếu sự viện trợ của Hoa Kỳ thì Việt Nam Cộng hoà không thể có nguồn lực để xây dựng bộ máy hành chính và quân đội. Quyền lợi toàn cầu của Hoa Kỳ đòi hỏi họ phải ủng hộ một miền Nam Việt Nam "phi cộng sản, theo chủ nghĩa dân tộc" và có thể đối đầu với Việt Nam Dân chủ Cộng hoà. Khi các rối loạn xảy ra, tình hình Việt Nam Cộng hoà xấu đi thì tất yếu sự ủng hộ của Hoa Kỳ dành cho Ngô Đình Diệm cũng sẽ xấu đi.

## Lực lượng Việt Minh ở miền Nam
Những người Cộng sản miền Nam Việt Nam là bộ phận cấu thành của Đảng Lao động Việt Nam; Đảng Lao động Việt Nam là "bộ phận hữu cơ của phong trào Cộng sản và Công nhân toàn thế giới" (điều lệ Đảng). Hệ thống Cộng sản có tổ chức chặt chẽ từ cơ sở đến cấp quốc gia lên đến khu vực, châu lục và toàn thế giới. Nhưng những người Cộng sản miền Nam Việt Nam có những đặc trưng của người miền Nam. Những người Cộng sản miền Nam Việt Nam, do lịch sử khai hoang xứ Nam Bộ và ảnh hưởng văn hoá Pháp, họ mang cách sống, suy nghĩ và tác phong đặc trưng riêng của người Nam Bộ. Họ có sự độc lập tương đối với Trung ương Đảng tại Hà Nội. Những người Cộng sản miền Nam không thường dùng các lý luận như "Ba dòng thác cách mạng thế giới" hay "Bốn mâu thuẫn lớn của thời đại", không tham gia các tranh cãi lý luận đặc trưng của những người Cộng sản đương thời; họ thích mọi việc rõ ràng và đơn giản. Họ là những người thực tiễn.
Trong giai đoạn 1954-1959, những người Việt Minh miền Nam đã có các đối sách rất hiệu quả, gây khó khăn cho chính phủ Ngô Đình Diệm. Trong giai đoạn này, tổ chức của họ là Xứ uỷ Nam Bộ thay thế cho Trung ương Cục miền Nam, đã có các đối sách hợp lý, gây khó khăn cho Chính phủ Ngô Đình Diệm. Từ chỗ bị truy lùng ráo riết, chỉ trong hai năm, những người cộng sản đã tạo thế chủ động tấn công cả về chính trị và quân sự. Về chính trị, họ đã làm chính quyền lao đao bằng các cuộc đấu tranh chính trị rầm rộ ở nông thôn và thành thị do họ chỉ đạo từ xa. Về quân sự, họ thực hiện ám sát và chiến tranh du kích. Chiến thuật này đã phát huy tác dụng làm hạn chế được sức mạnh quân sự của Quân lực Việt Nam Cộng hòa, đã đánh được những trận lớn như trận Tua Hai (Tây Ninh) vào căn cứ cấp trung đoàn của quân đội Việt Nam Cộng hoà. Nhưng nhìn chung do thiếu thốn về cơ sở vật chất và hệ thống nhân lực, ở nhiều địa phương, những người cộng sản vẫn tồn tại, chung sống một cách "hòa bình", đan xen với bộ máy chính quyền Việt Nam Cộng hòa.

### Bối cảnh
Theo Hiệp định Genève, lực lượng quân sự của mỗi bên tham gia cuộc chiến Đông Dương (1945-1954) sẽ rút khỏi lãnh thổ của phía bên kia. Lực lượng Quân đội Nhân dân Việt Nam ở miền Nam phải di chuyển về phía Bắc vĩ tuyến 17. Nhưng một số cán bộ, đảng viên các ngành vẫn được bố trí ở lại. Theo ước tính của Mỹ, lực lượng này còn đến 100.000 người. Một số cán bộ, chiến sĩ lực lượng vũ trang dày dạn kinh nghiệm được chọn lọc làm nhiệm vụ bảo vệ lãnh đạo Đảng, thâm nhập vào tổ chức quân sự và dân sự của đối phương hoặc nắm lực lượng vũ trang giáo phái để dự phòng cho việc phải chiến đấu vũ trang trở lại. Việt Minh cũng chôn giấu một số vũ khí và đạn dược tốt để sử dụng khi cần. Chỉ riêng Quân khu 8 đã để lại số vũ khí đủ trang bị cho 3 tiểu đoàn (1.500 người). Trong chiến dịch Tố cộng, chính quyền Việt Nam Cộng hoà đã phát hiện 707 hầm chứa vũ khí, thu giữ 119.954 vũ khí các loại và 75 tấn tài liệu.
Bên cạnh đó Trung ương Đảng đã cử những cán bộ có kinh nghiệm, am hiểu chiến trường về miền Nam lãnh đạo. Một số trí thức là đảng viên vào miền Nam hoạt động công khai và hợp pháp. Đồng thời miền Bắc còn tuyển chọn và huấn luyện nhiều nhân viên tình báo đưa vào miền Nam hoạt động trong hàng ngũ đối phương. Những cán bộ được cử vào Nam xâm nhập miền Nam bằng con đường hợp pháp dưới danh nghĩa dân thường di cư vào Nam.

### Đấu tranh chính trị (1954-1956)
Vì quân đội đã tập kết ra Bắc, Việt Minh miền Nam không còn chính quyền, quân đội và đã trở thành những phần tử hoạt động bí mật bị truy sát. Nhưng họ vẫn còn những cơ sở Đảng hoạt động bí mật tại nông thôn. Họ nhận thức được ngay rằng đó là thời điểm đấu tranh chính trị và chuyển tất cả mọi nỗ lực sang đấu tranh chính trị. Trong bối cảnh mới, họ nhanh chóng thay đổi phương châm đấu tranh. Họ không tuyên truyền về các vấn đề cơ bản của chủ nghĩa Cộng sản như "đấu tranh giai cấp", "chuyên chính vô sản", "liên minh công-nông" hay "sứ mạng của giai cấp công nhân"... vì có thể không hấp dẫn hoặc gây phản cảm trong dân chúng. Họ khai thác tình cảm dân tộc và lòng tự hào về cuộc Kháng chiến chống Pháp, đòi thực thi Hiệp định Genève, đòi tổng tuyển cử, đòi dân chủ tự do.
Có thể nói rằng trong Chiến tranh Việt Nam, điểm mạnh về đấu tranh chính trị luôn thuộc về những người Cộng sản vì họ là những người đã lãnh đạo 9 năm kháng chiến chống Pháp. Họ có uy tín và được dân chúng công nhận là những người hy sinh cho độc lập dân tộc, là người của "Cụ Hồ". Ảnh hưởng của cuộc kháng chiến chín năm và thắng lợi của nó rất to lớn và sâu rộng trong lòng người dân miền Nam. Việt Minh rất được cảm tình của người dân nhất là ở nông thôn, miền núi. Những sai lầm như đấu tố địa chủ trong cải cách ruộng đất chỉ thể hiện ở miền Bắc, trong khi tại miền Nam, chủ trương chia đất cho nông dân được thi hành mềm dẻo hơn nhiều do Việt Minh chưa có chính quyền đủ mạnh để thực hiện triệt để cũng như các cán bộ miền Nam coi trọng thực tiễn hơn. Sau này thì những người cộng sản lại kết hợp đấu tranh chính trị với đấu tranh vũ trang. Đó không phải là một khẩu hiệu suông mà đã được họ kết hợp rất nhuần nhuyễn và bài bản.

#### Tổ chức biểu tình
Ban đầu Việt Minh tổ chức những cuộc biểu tình tố cáo chính quyền Ngô Đình Diệm phá hoại Hiệp định Genève, đòi thực hiện Tổng tuyển cử thống nhất đất nước, chống lại việc thi hành chính sách "Cải cách điền địa" và tuyên truyền trong dân chúng rằng: chính phủ Ngô Đình Diệm là chế độ phát xít, phản động, gia đình trị và tham nhũng, là tay sai của Mỹ, được Mỹ dựng lên để chia cắt Việt Nam, áp đặt Chủ nghĩa thực dân mới của Mỹ. Việt Minh kết hợp nhiều hình thức tuyên truyền như truyền miệng, phát truyền đơn, sử dụng báo chí tự do để chỉ trích chính quyền. Họ còn phát động quần chúng đấu tranh với những khẩu hiệu như: đòi cải thiện dân sinh, chống nộp tô cho chủ đất, đòi lại các quyền tự do dân chủ, bảo vệ hoà bình.
Trong giai đoạn này Việt Minh kết hợp cả hai hình thức đấu tranh bí mật và đấu tranh công khai vô cùng sáng tạo và nhuần nhuyễn. Họ xây dựng nhiều tổ chức công khai như vạn phát, vạn cấy, hội chống trộm cướp... để có danh nghĩa hoạt động công khai. Tiếp đó cài người vào nắm các Hội đồng hương chính, công đoàn, nghiệp đoàn, hội ái hữu, hội tương tế để sử dụng các tổ chức này tập hợp quần chúng, tổ chức biểu tình, đưa các yêu sách đấu tranh.
Chính quyền Ngô Đình Diệm đối phó với những cuộc đấu tranh chính trị bằng cách thực hiện chiến dịch "Tố cộng, diệt cộng" nhằm loại bỏ những cán bộ cộng sản hoạt động bí mật. Những người cộng sản đáp trả bằng những cuộc biểu tình đòi thả cán bộ của họ hoặc tổ chức các cuộc diệt ác trừ gian - tiêu diệt những nhân viên và những người cộng tác với chính quyền Ngô Đình Diệm được gọi là "bọn ác ôn và bọn do thám chỉ điểm".
Với các phương pháp dân vận tuyên truyền đúng tâm lý và đúng thời điểm, những người Cộng sản miền Nam đã vô hiệu hoá các nỗ lực chính trị của chính phủ Việt Nam Cộng hoà. Chính phủ này không thể nào ổn định nổi tình hình chính trị tại miền Nam. Họ càng cố gắng thiết lập trật tự xã hội, tiêu diệt Việt Minh và các giáo phái thì lại càng bị chỉ trích độc tài. Việt Minh lại có thêm lý do chống độc tài để tiếp tục phát triển cuộc đấu tranh của mình. Việt Minh còn khai thác mọi sai lầm và dùng các vấn đề về xuất thân của các lãnh đạo Việt Nam Cộng hoà để tuyên truyền về bản chất bù nhìn, "tay sai đế quốc", "hữu danh vô thực" của chính quyền này, và từ đó tuyên bố mục tiêu đấu tranh của họ là giành độc lập dân tộc, thống nhất đất nước, chống lại "đế quốc Mỹ xâm lược và bè lũ tay sai". Phương pháp tổ chức đấu tranh chính trị của họ cũng rất chặt chẽ theo từng tuyến rõ ràng:
- Binh vận, địch vận: vận động trong quân đội đối phương, đưa người vào làm tình báo nằm vùng và làm phân rã ý chí chiến đấu của binh sĩ địch, kêu gọi họ bỏ ngũ, làm binh biến...
- Phụ vận: vận động các tầng lớp phụ nữ, thuyết phục họ không cho con em đi lính và tham gia vào đấu tranh chính trị chống chính quyền.
- Trí vận: vận động trong giới trí thức, chức sắc tôn giáo,... lôi kéo họ đứng về phía Cộng sản hoặc không chống lại Cộng sản. Nếu có thể, đưa người có cảm tình với Cộng sản vào cơ cấu chính quyền.
- Nông vận: vận động trong giới nông dân
- Thanh vận: vận động thanh niên

#### Kết hợp với ám sát và chia rẽ đối phương
Khi cần họ còn kết hợp đấu tranh chính trị với hoạt động ám sát ("diệt ác ôn") để vô hiệu hoá và đe dọa đối phương. Hậu quả của các hoạt động này là nhiều vùng nông thôn ở miền Nam chỉ còn vỏ của chính phủ còn xã trưởng, ấp trưởng... nếu không phải là người ủng hộ Việt Minh thì cũng bị Việt Minh kiểm soát. Thậm chí những người Cộng sản còn vận động được sự quyên góp trong vùng của Việt Nam Cộng hoà kiểm soát.
Những người Cộng sản cũng đã khôn khéo chia rẽ các lực lượng chống Cộng vốn thường bất hoà với nhau. Họ tranh thủ mọi lực lượng, mọi người bằng các tình cảm anh em, đồng hương hay các hội tương thân tương ái. Ngay trong lực lượng Công giáo di cư cũng có một số người theo chủ nghĩa Cộng sản. Khi cần tổ chức các cuộc biểu tình, hội họp thì các cán bộ Việt Minh dùng người mình đã móc nối để kêu gọi tụ tập. Khi tổ chức các cuộc biểu tình, Việt Minh luôn tránh công khai sự lãnh đạo của họ. Rất nhiều trường hợp những người biểu tình tham gia vì lý do cá nhân chứ không biết người tổ chức cuộc biểu tình là đảng viên hoặc cảm tình viên của Việt Minh.

### Hoạt động vũ trang dưới danh nghĩa các giáo phái
Trong giai đoạn này, Việt Minh chủ trương phát động quần chúng đấu tranh chính trị đòi Tổng tuyển cử thống nhất đất nước, bảo vệ thành quả cách mạng, bảo vệ cán bộ - đảng viên, hạn chế hoạt động vũ trang. Vì vậy thời kỳ này chưa có những xung đột quân sự lớn và công khai giữa lực lượng Việt Minh và chính quyền Việt Nam Cộng hoà. Hoạt động bạo lực chỉ giới hạn ở mức tổ chức các vụ ám sát dưới tên gọi diệt ác trừ gian, hỗ trợ giáo phái chống chính quyền Ngô Đình Diệm và thành lập các đại đội dưới danh nghĩa giáo phái để đấu tranh vũ trang một cách hạn chế.
Trong thời gian 1954-1956, những người Việt Minh miền Nam không hoạt động vũ trang công khai chống lại quân đội Việt Nam Cộng hoà mà chỉ trợ giúp các lực lượng vũ trang giáo phái hoặc rút lui vào rừng để bảo toàn lực lượng. Hơn nữa, Đảng Lao động Việt Nam không cho phép đấu tranh vũ trang vì có thể phương hại đến việc đòi tổng tuyển cử và dân chúng miền Nam lúc đó cũng không ủng hộ đánh nhau vào lúc hoà bình mới được lập lại.
Việt Minh còn chủ trương kết hợp đấu tranh chính trị với sự hỗ trợ của hoạt động vũ trang. Trong giai đoạn 1954 - 1956, vì không thể tổ chức hoạt động vũ trang vì trái với Hiệp định Genève nên họ cố vấn, giúp đỡ các giáo phái chống lại chính quyền Ngô Đình Diệm, sau đó thành lập các đơn vị vũ trang lấy danh nghĩa giáo phái. Liên tỉnh uỷ miền Trung Nam Bộ (gồm các tỉnh Tân An, Mỹ Tho, Gò Công, Sa Đéc, Châu Đốc, Long Xuyên), tiền thân của Khu uỷ Khu 8, chỉ thị các tỉnh phải giúp đỡ quân Hoà Hảo, đưa cán bộ, đảng viên thâm nhập lực lượng Hoà Hảo. Trong các chiến dịch Đinh Tiên Hoàng (20/5/1955), Nguyễn Huệ (1/1/1956), cán bộ Việt Minh cố vấn cho lực lượng Hoà Hảo chống lại sự tấn công của chính quyền Ngô Đình Diệm.
Khi quân đội các giáo phái tan rã, Liên tỉnh uỷ miền Trung Nam Bộ chủ trương tổ chức lực lượng vũ trang dưới nhiều hình thức hợp pháp và bán hợp pháp như: dân canh, chống cướp... tiến tới tổ chức lực lượng vũ trang núp dưới danh nghĩa lực lượng giáo phái (Cao Đài, Hoà Hảo, Bình Xuyên) ly khai ở các tỉnh Kiến Tường, Kiến Phong, Long An..., đồng thời thành lập Bộ Tư lệnh giáo phái để lãnh đạo các lực lượng trên. Chiến thuật này nhằm: hỗ trợ phong trào đấu tranh của quần chúng, khoét sâu mâu thuẫn nội bộ của đối phương, kéo dài sự tranh giành thế lực của chính quyền Ngô Đình Diệm và các giáo phái, tạo điều kiện cho người cộng sản củng cố và phát triển lực lượng kháng chiến.
Tháng 2/1956, tỉnh Kiến Phong tổ chức đơn vị vũ trang lấy tên Tiểu đoàn Đinh Bộ Lĩnh (hay Đinh Tiên Hoàng) gồm 3 đại đội với quân số khoảng 100 người dưới danh nghĩa "lực lượng Hoà Hảo ly khai" gồm một số cán bộ, chiến sĩ từng trợ giúp Hoà Hảo chống chính quyền Ngô Đình Diệm. Tỉnh Gò Công tổ chức một đại đội vũ trang gồm 44 người dưới danh nghĩa Bình Xuyên. Tỉnh Mỹ Tho tổ chức một đại đội vũ trang gồm 40 người dưới danh nghĩa Hoà Hảo, một đại đội 30 người lấy tên "Cao thiên hoà bình" dưới danh nghĩa Cao Đài. Sau khi thành lập các đơn vị vũ trang dưới danh nghĩa giáo phái, Liên tỉnh uỷ miền Trung Nam Bộ lập "Bộ Tư lệnh giáo phái" để thống nhất chỉ huy lực lượng vũ trang các tỉnh. Cờ của Bộ tư lệnh này là cờ đỏ ngôi sao xanh.
Khi bị đàn áp mạnh, các đơn vị vũ trang Việt Minh tập hợp lại rồi lùi sâu vào chiến khu ở nông thôn, nhất là ở khu vực Đồng Tháp Mười và khu vực giáp biên với Campuchia để bảo toàn lực lượng. Họ tự khai hoang, tự nuôi sống và chờ cơ hội. Quân số thì chủ yếu lấy từ số thanh niên tự nguyện - vì căm thù chính phủ Việt Nam Cộng hoà đã giết người thân của họ trong các chiến dịch tố cộng, diệt cộng. Trong thời kỳ này những người này hầu hết là người miền Nam, hầu như không có lính người miền Bắc. Vũ khí nhẹ họ lấy từ các hầm chôn giấu trước đây do Việt Minh để lại hoặc thu mua từ binh sĩ Sài Gòn lén bán ra chợ đen, và có cả đường dây từ Thái Lan mua về. Họ còn lập công binh xưởng để đúc khí giới, nhất là hoả lực tự tạo. Họ cũng chưa có quân phục; tổ chức cao nhất chỉ đến cấp đại đội, còn các tên tiểu đoàn, trung đoàn... cốt là để khuếch trương thanh thế. Nhưng họ đang chuẩn bị rất nỗ lực vì chẳng bao lâu nữa họ sẽ phát động chiến tranh du kích khắp nơi.

### Chuyển hướng đấu tranh (1956-1959)

#### Nghị quyết Bộ Chính trị tháng 6/1956
Tháng 6/1956, Bộ Chính trị Đảng Lao động Việt Nam họp và ra Nghị quyết "Về tình hình, nhiệm vụ và công tác miền Nam". Bộ Chính trị khẳng định: "tính chất cuộc vận động cách mạng của ta ở miền Nam là dân tộc và dân chủ. Nhiệm vụ cách mạng của ta ở miền Nam là phản đế và phản phong kiến" và "Hình thức đấu tranh của ta trong toàn quốc hiện nay là đấu tranh chính trị, không phải là đấu tranh vũ trang. Nói như thế không có nghĩa là tuyệt đối không dùng vũ trang tự vệ trong những hoàn cảnh nhất định hoặc không tận dụng những lực lượng vũ trang của các giáo phái chống Diệm" đồng thời "Cần củng cố lực lượng vũ trang và bán vũ trang hiện có và xây dựng các căn cứ làm chỗ dựa. Đồng thời xây dựng cơ sở quần chúng vững mạnh làm điều kiện căn bản để duy trì và phát triển lực lượng vũ trang. Tổ chức tự vệ trong quần chúng nhằm bảo vệ các cuộc đấu tranh của quần chúng và giải thoát cán bộ khi cần thiết".

#### Đề cương cách mạng miền Nam
Tháng 8/1956, Bí thư Xứ uỷ Nam Bộ Lê Duẩn soạn "Đề cương cách mạng miền Nam". Đề cương xác định rõ: "Nhiệm vụ của cách mạng miền Nam là trực tiếp đánh đổ chính quyền độc tài, phát xít Ngô Đình Diệm, tay sai của Mỹ, giải phóng nhân dân miền Nam khỏi ách đế quốc, phong kiến, thiết lập ở miền Nam một chính quyền liên hiệp có tính chất dân tộc, dân chủ để cùng với miền Bắc thực hiện một nước Việt Nam hòa bình, thống nhất, độc lập và dân chủ nhân dân."
Để đẩy mạnh phong trào cách mạng tại miền Nam, Đề cương cách mạng miền Nam vạch ra các nhiệm vụ cơ bản sau:
1. Giữ vững sự lãnh đạo của Đảng, phát huy uy thế chính trị của Đảng trong quảng đại quần chúng.
2. Xây dựng khối liên minh công nông sâu rộng và vững chắc.
3. Tích cực phổ biến Cương lĩnh Mặt trận Tổ quốc Việt Nam trong các tầng lớp nhân dân. Xây dựng, củng cố, phát triển mạnh mẽ mặt trận dân tộc thống nhất khắp thành thị, nông thôn miền Nam.
4. Khai thác mâu thuẫn trong nội bộ địch để làm yếu và cô lập địch, gây thêm lực lượng cho ta.

#### Hội nghị Xứ uỷ Nam Bộ
Tháng 12/1956, Xứ uỷ Nam Bộ mở hội nghị ở Phnompenh Campuchia nghiên cứu nghị quyết Bộ Chính trị và "Đề cương cách mạng miền Nam". Hội nghị ra quyết định "Con đường tiến lên của Cách mạng miền Nam là phải dùng bạo lực, tổng khởi nghĩa giành chính quyền... Hiện nay, trong chừng mực nào đó phải có lực lượng vũ trang hỗ trợ cho đấu tranh chính trị và tiến tới sau này dùng nó đánh đổ Mỹ Diệm... cần tích cực xây dựng lực lượng vũ trang tuyên truyền, lập đội vũ trang bí mật, tranh thủ vận động cải tạo lực lượng giáo phái bị Mỹ Diệm đánh tan đứng vào hàng ngũ nhân dân, lợi dụng danh nghĩa giáo phái ly khai để diệt ác ôn."

### Chiến tranh du kích

#### Lực lượng
Sau 1956, khi không còn cơ hội tổng tuyển cử nữa, những người Cộng sản bắt đầu phát động chiến tranh du kích từ đánh nhỏ quấy rối đi lên đánh tập trung, đánh lớn. Vì còn chưa có tiếp tế từ miền Bắc nên cách xây dựng quân đội cũng có nhiều nét đặc trưng. Họ sử dụng lại cách xây dựng quân đội theo mô hình của kháng chiến chống Pháp, cũng theo "ba thứ quân": bộ đội chủ lực, bộ đội địa phương và dân quân du kích.

Thành phần thấp nhất là dân quân - du kích. Lực lượng này hoạt động tự phát, tự túc, sinh hoạt như là dân địa phương và hoạt động bán thời gian ngay trong địa bàn. Vì du kích không có các chiến thuật kỹ thuật nên hoạt động chính là hỗ trợ đấu tranh chính trị và quấy rối trị an, "Diệt ác phá kìm", chống càn. Nếu đối phương mạnh thì giấu quân vào hầm bí mật hoặc giải tán về nhà nằm chờ. Lúc thường thì làm giao liên, tải thương, tiếp đạn... Đa số các nơi, những người cộng sản tổ chức lực lượng du kích từ cấp xã. Lực lượng du kích chỉ có chỉ huy là xã đội trưởng, không có lãnh đạo cụ thể, vì vậy lãnh đạo thực sự của du kích cũng như những vị bí thư nắm thông tin mật, luôn là cán bộ ở xã-huyện. Ngoài ra, khi lực lượng du kích đủ mạnh, thường chọn lọc và đưa những thanh niên có trình độ, có kỹ năng để tập trung thành bộ đội huyện. 
Như ở Long An, mỗi tiểu đội phụ trách 2 đến 3 xã, mỗi tổ 1 xã. Một số vùng đặc biệt như U Minh, Rạch Giá thậm chí có tiểu đội du kích hoạt động từng ấp, mỗi xã có đến hàng chục du kích quân.
Bộ đội địa phương là bộ đội tập trung của huyện, tỉnh, ăn mặc quân phục tự may, có hoạt động chủ yếu là tập kích đánh giao thông, bao vây đồn bót. Cấp tổ chức chỉ lên đến đại đội nhưng được phiên hiệu thành tiểu đoàn vì phần lớn các địa phương chỉ có đủ kinh phí và vũ khí có hạn. Bộ đội địa phương cấp huyện thường không có cấp lãnh đạo trực tiếp, nên cũng do tổ chức Đảng Cộng Sản cấp huyện lãnh đạo. Tỉ lệ những người được chọn làm Đảng viên ở bộ đội địa phương cấp huyện rất ít. 
Khi lực lượng bộ đội địa phương cấp huyện đủ mạnh, tổ chức Đảng sẽ tập hợp những đơn vị mạnh thành cấp tiểu đoàn và bầu ra các cấp chỉ huy, lãnh đạo riêng. Lực lượng này có nhiều đảng viên hơn, và do chính quyền cấp tỉnh trực tiếp chỉ huy, điều động. Lực lượng này vừa đóng vai trò phối hợp với bộ đội chính quy, lại vừa đóng vai trò làm chủ lực cho tỉnh khi quân chính quy rời khỏi tỉnh.
Bộ đội chủ lực hoạt động tập trung dưới quyền Khu uỷ (miền Nam lúc đó được những người Cộng sản chia làm 6 khu: Khu Trị-Thiên, Khu 5, 6, 7, 8 và 9). Bộ đội chủ lực đã có các đơn vị hoả lực độc lập khả dĩ có thể đánh công kiên, đánh vận động nhưng còn chưa mạnh nên họ tránh giao chiến mặt đối mặt mà dùng cách đánh tập kích của đặc công. Ngay như trận Tua Hai nổi tiếng, đánh vào căn cứ Trung đoàn 32 thuộc Sư đoàn 13 của Việt Nam Cộng hoà, cách đánh của họ chủ yếu là đưa người và vũ khí thâm nhập bí mật vào nội tuyến và lợi dụng sự chủ quan của đối phương để trong đánh ra, ngoài đánh vào.

#### Hoạt động
Để thực hiện đường lối cách mạng mà Bộ Chính trị và Xứ Ủy Nam Bộ đã xác định, những người cộng sản toàn miền Nam đẩy mạnh các hoạt động tuyên truyền, tổ chức biểu tình, chống cải cách điền địa, ám sát và đấu tranh vũ trang chống chính quyền. Họ tổ chức các cuộc biểu tình chống việc thi hành nghĩa vụ quân sự, tổ chức nông dân dùng hung khí tấn công địa chủ thu tiền thuê đất, đặt mìn giết chết lực lượng bảo an, ám sát viên chức chính phủ, đánh chìm phương tiện nạo vét kinh, tấn công vào Khu Dinh điền...
Trong thời kỳ này, những người cộng sản đẩy mạnh hoạt động ám sát các viên chức chính phủ được gọi là bọn ác ôn. Từ quý 3 năm 1957, mỗi tỉnh Khu 8 bình quân giết 20 - 30 nhân viên chính phủ trong một tháng.
Họ còn sử dụng lực lượng vũ trang cấp đại đội tấn công vào các đồn của quân đội Việt Nam Cộng hoà.
Một chiến thuật rất hiệu quả áp dụng từ thời đó làm bó tay các cấp chỉ huy Quân lực Việt Nam Cộng hoà là chiến thuật "Bám đất bám dân". Cách đánh này có mô hình điển hình như sau:
- Quân du kích phục kích đường giao thông.
- Quân lực Việt Nam Cộng hoà kéo đến giao chiến.
- Quân du kích nếu yếu thế thì sẽ phân tán vào xóm ấp để được những người dân ủng hộ che giấu.
- Nếu Quân lực Việt Nam Cộng hoà bao vây và pháo kích, lập tức các cán bộ địa phương liền kêu gọi dân chúng ra biểu tình cản đường thiết giáp, đòi bồi thường hoa màu, chống bắn pháo vào làng... Nếu có người thương vong thì vấn đề trở nên quá phức tạp cho quân Việt Nam Cộng hòa.[cần dẫn nguồn]
- Khi quân lực Việt Nam Cộng hoà rút đi thì du kích quay lại tiếp tục bám đất bám dân như trước.

Trong hoàn cảnh chiến tranh và tình hình chính trị phức tạp như miền Nam lúc ấy thì chiến thuật này làm bó tay quân lực Việt Nam Cộng hoà và hạn chế được ưu thế trang bị và quân số của họ. Quân lực Việt Nam Cộng hoà, khi đó chưa được chuẩn bị để đối phó với kiểu chiến tranh này.
Một đặc điểm chiến sự khác là những người Cộng sản thiếu khả năng quản lý các vùng của họ vì họ rất nghèo. Họ không có tiền cho hệ thống an sinh xã hội nên thường không đánh để chiếm đất mà chỉ cốt giành quyền làm chủ trên thực tế. Họ không xoá bỏ chính quyền địa phương của đối phương mà khống chế hệ thống đó để làm việc cho họ. Sau khi những người Cộng sản rút đi vùng đó vẫn cắm cờ của Việt Nam Cộng hòa và chính phủ vẫn phải trợ cấp vùng đó. Các vùng như vậy vẫn có bốt đóng nhưng quân Việt Nam Cộng hòa chỉ làm chủ trong đồn mà thôi, bên ngoài du kích hoạt động tự do trong các việc như thu thuế và tuyển quân. Thậm chí trong đồn và bên ngoài còn có liên lạc thoả thuận để tránh xung đột với nhau. Kiểu chung sống "hoà bình" như vậy rất phổ biến ở những vùng xa thành phố, nhất là sau khi thanh thế của những người Cộng sản mạnh lên. Do vậy những thống kê về số dân hay diện tích đất đai mỗi bên kiểm soát đều rất khác nhau và khó có thể xác minh được.

### Việt Nam Cộng hòa tăng cường đàn áp
Không chỉ những người cộng sản đẩy mạnh hoạt động mà chính quyền Việt Nam Cộng hoà cũng đẩy mạnh chống Cộng rất tích cực. Những biện pháp càn quét của Việt Nam Cộng hoà thu được kết quả khiến những người cộng sản bị thiệt hại nặng. Chỉ riêng Tỉnh Định Tường, trong năm 1957, chính quyền bắt 29 huyện uỷ viên, 24 cán bộ huyện uỷ, 70 bí thư xã, 38 phó bí thư, 73 chi uỷ viên, 229 đảng viên, 69 thanh niên có liên quan đến cộng sản thuộc 3 huyện Cai Lậy, Cái Bè và Châu Thành.
Trước tình hình đó, cuối năm 1958, Xứ uỷ Nam Bộ chỉ đạo cho các Liên tỉnh uỷ không được hoạt động vũ trang, cho phần lớn cán bộ đảng viên tạm ngừng hoạt động hoặc đổi địa bàn hoạt động để giữ gìn lực lượng, một bộ phận ra hoạt động hợp pháp lâu dài. Các tỉnh Long An, Kiến Phong, Kiến Tường tuy vẫn duy trì lực lượng vũ trang nhưng không còn hoạt động mà rút vào căn cứ Đồng Tháp hoặc biên giới Campuchia sinh sống. Những người đổi địa bàn hoạt động bị bắt hơn phân nửa, một số khác mất tinh thần, bỏ công tác. Khoảng 700 người ra trình diện. Một số chấp nhận ly khai cộng sản được tha bổng, số còn lại bị tống giam. Số còn hoạt động nhiều người bị mất tinh thần, giảm liên hệ với quần chúng, giảm hoạt động tuyên truyền. Nhìn chung đến cuối năm 1958, sau 2 năm thực hiện chủ trương dùng đấu tranh chính trị kết hợp với chiến tranh du kích, tổng khởi nghĩa giành chính quyền, những người cộng sản thiệt hại nặng, phong trào đấu tranh của họ đi xuống.
Ngày 6/5/1959, Quốc hội Việt Nam Cộng Hoà thông qua luật số 91 mang tên Luật 10/59 quy định việc tổ chức các Tòa án quân sự đặc biệt nhằm xét xử "các tội ác chiến tranh chống lại Việt Nam Cộng Hòa". Sau khi luật này được ban hành, lực lượng cộng sản tiếp tục bị thiệt hại nặng nề. Đơn cử Khu 8, sau hiệp định Genève có 12.000 đảng viên, đến tháng 7/1956 còn 6.000 người, cuối năm 1959 chỉ còn 2.000 người.

### Nghị quyết 15
Ngày 13/1/1959, Ban chấp hành Trung ương Đảng Lao động Việt Nam họp Hội nghị lần thứ 15 ra Nghị quyết 15 "Về tăng cường đoàn kết, kiên quyết đấu tranh giữ vững hoà bình, thực hiện thống nhất nước nhà". Nghị quyết 15 xác định "Vì chế độ miền Nam là một chế độ thực dân và nửa phong kiến cực kỳ phản động và tàn bạo, vì chính quyền miền Nam là chính quyền đế quốc và phong kiến độc tài, hiếu chiến, cho nên ngoài con đường cách mạng, nhân dân miền Nam không có con đường nào khác để tự giải phóng khỏi xiềng xích nô lệ... Theo tình hình cụ thể và yêu cầu hiện nay của cách mạng thì con đường đó là lấy sức mạnh của quần chúng, dựa vào lực lượng chính trị của quần chúng là chủ yếu, kết hợp với lực lượng vũ trang để đánh đổ quyền thống trị của đế quốc và phong kiến, dựng lên chính quyền cách mạng của nhân dân. Đó là mục tiêu phấn đấu của nhân dân miền Nam hiện nay."
Tháng 2/1959, sau khi nhận được thông báo nội dung cơ bản Nghị quyết 15, Xứ uỷ Nam Bộ chỉ đạo các tỉnh tăng cường hoạt động vũ trang hỗ trợ quần chúng nổi dậy giành chính quyền ở nông thôn.
Thực hiện chỉ thị của Xứ uỷ Nam Bộ, trên toàn miền Nam lực lượng cộng sản thực hiện một số cuộc tấn công vũ trang quy mô đại đội hoặc tiểu đoàn vào lực lượng quân sự Việt Nam Cộng hoà. Nhìn chung trong năm 1959 những người cộng sản vẫn cố gắng hoạt động vũ trang dù đang gặp nhiều khó khăn. Bên cạnh đó, phong trào đấu tranh chính trị và hệ thống tổ chức Đảng dần phục hồi, nhiều cơ sở quần chúng được xây dựng. Tuy nhiên đến lúc này, lực lượng cộng sản miền Nam đã rất suy yếu so với năm 1954. Các đoàn cán bộ từ miền Bắc (gồm nhiều cán bộ người miền Nam tập kết ra Bắc trước đó 5 năm) bắt đầu hành quân vào miền Nam qua Đường Trường Sơn để chi viện cho phong trào đấu tranh của người cộng sản ở miền Nam.